# 푸블리우스 코르넬리우스 스키피오 나시카 코르쿨룸
푸블리우스 코르넬리우스 스키피오 나시카 코르쿨룸(라틴어: Publius Cornelius Scipio Nasica Corculum, 기원전 141년 사망)은 로마 공화정의 장군, 로마 원로원 의원이다. 제2차 포에니 전쟁에서 제3차 포에니 전쟁 전 기간에 원로원에서 활약했다. 대 카토의 정적이기도 하다.

## 생애
아버지는 푸블리우스 코르넬리우스 스키피오 나시카이다. 아내는 스키피오 아프리카누스의 큰 딸 코르넬리아 아프리카나이다.
기원전 168년, 루키우스 아이밀리우스 파울루스 마케도니쿠스 휘하로 제3차 마케도니아 전쟁에 참전했다. 기원전 162년에 집정관에 취임하지만, 길흉에 좋지 않은 징후가 나왔기 때문에 그 자리를 동료와 함께 물러난다. 기원전 159년, 마르쿠스 포필리우스 라에나스와 함께 감찰관으로 임명되었다. 이때 원로원 또는 민회의 승인없이 관직에 있는 인물의 동상 건립을 금지시켰다.
기원전 155년에 다시 집정관에 당선, 달마티아로 출정하여 승리를 거두었고 개선식을 감행한다. 기원전 150년에는 폰티펙스 막시무스(국가사제단 최고 사제)에 취임하였고, 기원전 147년에는 원로원의 일인자 (프린켑스 사나투스)가 된다.
제2차 포에니 전쟁에서 패배한 카르타고를 멸망시키려고 선동하는 대 카토에 대해 반론하면서, 잠재적인 경쟁자가 없는 로마는 부패하고 쇠망할 것이라고 주장했다. 카토는 “그렇기 때문이라도 카르타고를 멸망시켜야 한다”고 연설 내용의 여하에 관계없이 마쳤지만, 반면 코르쿨룸은 똑같은 연설의 마지막에 “그렇기 때문에 카르타고는 존속시켜야 한다”고 반박한 것으로 알려져 있다.
그러나 원로원의 1인자의 지위에 있었음에도 불구하고, 코르쿨룸의 정치적 영향력은 카토에 비해 열세였다. 그의 주장은 카르타고의 눈부신 부흥을 우려한 다수의 원로원 의원들로부터 찬성을 얻지 못했고, 마시니사가 이끄는 누미디아 왕국의 카르타고에 대한 간섭을 억제할 수 없었다. 그리고 제2차 포에니 전쟁의 휴전 조약을 깨고 카르타고는 누미디아 왕국에 선전포고를 하면서 로마는 카르타고에 원정을 결의한다.
제3차 포에니 전쟁 당시에도 코르쿨룸은 생존해 있었다. 아이러니하게도 그 사령관은 스키피오 가문의 사람인 스키피오 아이밀리아누스가 임명되었다. 기원전 141년, 아들 푸블리우스 코르넬리우스 스키피오 나시카 세라피오에게 폰티펙스 막시무스의 직무를 물려주고 원로원에서 인정받았으며, 그 직후에 사망한 것으로 생각된다.